# Vellmar
Vellmar è un comune tedesco di 18 474 abitanti, situato nel land dell'Assia.